# Метеор (футбольный клуб, Жуковский)
«Метеор» — футбольный клуб из города Жуковский Московской области. Ныне — спортивная школа.
Цвета: основной — красный, запасной — черный/белый.

## Прежние названия
- до 2004 — «Метеор»
- 2004 — «Арсенал» Ильинский
- 2005—2006 — «Метеор-Ильинка»
- 2007 — «Метеор-Люберцы»
- 2008 — «Метеор-Сатурн»[3]
- 2024 — «Метеор» - н.в.

## Сезоны
Класс «Б» СССР, РСФСР, 9 зона
- 1968 — 4 место
- 1969 — 1 место (полуфинал III — 3 место)

Класс «Б» СССР, РСФСР, 2 зона, 2 подгруппа
- 1970 — 6 место

КФК, Московская область, группа А
- 1998 — 2 место
- 1999 — 3 место
- 2000 — 2 место
- 2001 — 8 место
- 2002 — 16 место

КФК/ЛФЛ, Московская область, группа Б
- 2003 — 11 место
- 2004 — 17 место
- 2005 — 9 место
- 2006 — 14 место
- 2007 — 13 место
- 2008 — 14 место
- 2024 — 4 место
- 2025 — идёт